# Anthomyia spilota
Anthomyia spilota este o specie de muște din genul Anthomyia, familia Anthomyiidae. A fost descrisă pentru prima dată de Wulp în anul 1883. Conform Catalogue of Life specia Anthomyia spilota nu are subspecii cunoscute.